# Babiloni naptár
Az ókori babiloni naptár luniszoláris naptár. Az év 12 holdhónapból állt, melyek első napja akkorra esett, amikor az újhold a nyugati égbolton első ízben volt látható. A naptár a sumer III. uri dinasztia időszakában, Sulgi uralkodása alatt használt Umma naptáron alapult (i.e. 21. század), de nagyon hasonlított az egy évezreddel korábban kidolgozott egyiptomi naptárak egyikéhez, az agrárnaptárhoz, valószínűleg az alapján dolgozták ki az Umma naptárat Sulgi alatt. Az egyiptomi agrárnaptárhoz hasonlóan a babiloni kalendáriumban egy év 354 napból állt. Az év a tavaszponthoz igazodva tavasszal kezdődött. Körülbelül háromévente szükséges volt, hogy plusz hónapot iktassanak be, ezzel igazodtak a Nap járásából adódó 365,25 napból álló szoláris év hosszához és az évszakokhoz.

## Hónapok
Az év tavasszal kezdődik. Felosztása: rêš šatti „az év kezdete (feje)”, mišil šatti „az év közepe (fele)” és kīt šatti „az év vége”. Az arḫu (birtokként araḫ) jelentése: hónap.
Azt, hogy a naptár eredetileg babiloni és nem asszír eredetű, az mutatja, hogy az asszírok főistene, Assur a plusz hónaphoz van hozzárendelve. A zsidók a babiloni száműzetés során (i.e. 6. század) átvették a babiloni hónapneveket és korábbi hónapneveik helyett ezeket alkalmazták a zsidó naptárban.
A szíriai naptárban (amit az ókori Szíria, Libanon és Palesztina használt), szintén hasonló hónapnevek találhatók (például Ijjar, Tammuz, Ab, Elul, Tisri és Adar).
Az i. e. 5. századig a naptár teljesen csillagászati megfigyelésen alapult. Körülbelül i. e. 499-től kezdve azonban a hónapokat luniszoláris 19-éves ciklushoz igazították, ami 235 hónapot adott ki. Ennek megnevezése Metón-ciklus, bár Metón görög csillagász valószínűleg a babilóniaiaktól vette át. A 19 év alatt minden évben beszúrták az Adaru 2 (adaru šanû(tu) ) nevű hónapot, kivéve a 17. évet, mert akkor az Ululu 2 (ululu šanû(tu) ) nevű hónapot szúrták be. Ebben az időszakban minden hónap első napja (ami naplementekor kezdődött) folytatódott a rá következő nappal, amikor az újhold először volt látható.
| Babiloni naptár |    |                          |                                                              |                   |                  |                                   |                                                                                 |                                                                                 |
| évszak          |    | a hónap sumer neve       | a hónap babiloni neve                                        | uralkodó istenség | állatövi jegy    | megfelelője a zsidó naptárban     | megfelelője a Gergely-naptárban                                                 |                                                                                 |
| rêš šatti       | 1  | itibar2-zag-gar          | araḫ nisānnu 'a szentély hónapja'                            | An és Bél         | KU (Kos)         | niszán                            | március/április                                                                 |                                                                                 |
| rêš šatti       | 2  | itigu4-si-sa2            | araḫ āru (ayāru) 'a bika hónapja'                            | Enki              |                  | ijjár                             | április/május                                                                   |                                                                                 |
| rêš šatti       | 3  | itisig4-ga               | araḫ simānu                                                  | Szín              | BI (KAŠ) (Ikrek) | szíván                            | május/június                                                                    |                                                                                 |
| rêš šatti       | 4  | itisu-numan-na           | araḫ Dumuzu (Duʾūzu) 'Dumuzi hónapja'                        | Dumuzi            |                  | tammúz                            | június/július                                                                   |                                                                                 |
| mišil šatti     | 5  | itine-ne-gar             | araḫ abu                                                     |                   | āru (Oroszlán)   | áv / áb                           | július/augusztus                                                                |                                                                                 |
| mišil šatti     | 6  | itikin-dinanna/innin-na  | araḫ ulūlu                                                   | Istár             |                  | elúl                              | augusztus/szeptember                                                            |                                                                                 |
| mišil šatti     | 7  | itidu6-ku3               | araḫ tašrītu 'a kezdet hónapja' (év második felének kezdete) | Samas             | (Mérleg)         | tisrí                             | szeptember/október                                                              |                                                                                 |
| mišil šatti     | 8  | itiapin-du8-a            | araḫ samna 'az alapítás hónapja'                             | Marduk            | (Skorpió)        | hesván                            | október/november                                                                |                                                                                 |
| kīt šatti       | 9  | itigan-gan-na            | araḫ kislīmu                                                 | Nergal            | (Nyilas)         | kiszlév                           | november/december                                                               |                                                                                 |
| kīt šatti       | 10 | itiab-ba-e3              | araḫ ṭebētu (ṭebēlu) 'a közelgő vizek hónapja'               | Papszukkal        | saḫ 'ibex (Bak?) | tébét / tévét                     | december/január                                                                 |                                                                                 |
| kīt šatti       | 11 | itiziz2-a-an             | araḫ šabaṭu                                                  |                   | qā (Vízöntő?)    | s(e)bát / s(e)vát                 | január/február                                                                  |                                                                                 |
| kīt šatti       | 12 | itiše-kin-tar            | araḫ addaru (adār) 'Adar hónapja'                            | Erra              | (Halak)          | ádár                              | február/március                                                                 |                                                                                 |
| szökőhónap      | 13 | itikin-dinanna-il-kam-ma | araḫ makaruša addari                                         | Assur             |                  | ádár séni (második ádár; ve-ádár) | A 19 éves ciklus 17. évében, amikor a plusz hónap az Araḫ Ulūlu hónapot követi. | A 19 éves ciklus 17. évében, amikor a plusz hónap az Araḫ Ulūlu hónapot követi. |

## Napok
A babilóniaiak az újholdtól kezdve minden hetedik napot megünnepeltek, mint szent napot, és volt „gonosz nap” is, amikor bizonyos tevékenységeket nem volt szabad végezni. A hónap 28. napja pihenőnap volt. A szent napokon felajánlásokat tettek különböző isteneik számára.
| hónap napja | istenek neve      |
| ----------- | ----------------- |
| 7. nap      | Merodach és Istár |
| 14. nap     | Ninlil és Nergal  |
| 21. nap     | Szín és Samas     |
| 28. nap     | Enki és Mah       |

Az i.e. 6. századból származó agyagtáblák szerint (II. Kurus és Kambúdzsija uralkodása alatt) ezek a dátumok néha csak közelítőleg voltak helyesek. A 29 vagy 30 napból álló holdhónap alapvetően három hétnapos hetet tartalmazott, és volt egy nyolc vagy kilencnapos hét a hó végén. Ez megtörte a hétnapos hetek folyamatosságát.

### Sabbat
A sabbat eredetére vonatkozó egyik elmélet szerint a sabbat eredetileg a holdciklusból származik, ami négy hetet tartalmazott, melynek utolsó napja a sabbat volt, és ehhez hozzácsaptak egy vagy két plusz napot. Az elmélet nem oldja meg az ellentmondást a folyamatos, hétnapos hét és a holdhónap eltérő hossza között, továbbá adós marad annak magyarázatával, hogy miért hiányzik a sabbat megnevezés a szövegekből.
Marcello Craveri kutató szerint: „A sabbath (a héber shabbath) majdnem bizonyosan a babiloni šabattu-ból ered, ami a telehold ünnepe volt. Azonban az erre vonatkozó bizonyítékok elvesztek. A héberek bibliai legendával írták le.”
A babilóniaiak megemlékeztek a 19. napról is, mint „a gonosz napjáról” („a düh napja”), mert ez körülbelül az előző hónap 49. napja volt, „a hetek hetedike” (49 = 7 x 7). Ezen a napon felajánlásokat tettek Ninurta számára, és a napot Gula uralta (feltételezhető, hogy ezen a napon is különböző vallási tilalmak voltak érvényben).
Egy rekonstruált agyagtábla szerint šapattum vagy šabattum a holdhónap 15. napja volt, ami többé-kevésbé teleholdat jelent. Ennek a szónak rokona a héber sabbat, de inkább havi, mint heti ismétlődés kapcsolódott hozzá. Elképzelhető, hogy megfelel a sumer SA.BAD (sa9-bara4, sabara, a.m. „valaminek a közepén lenni”), és a hasonló jelentésű akkád um nuh libbi („a szív nyugalmának napja”) szavaknak. Ez a következtetés a szövegkörnyezet értelmezéséből vezethető le a megsérült Enúma elis szövegből: „Sabbat a hónapok közepén van”.

## Kulturális vonatkozások
- A Római Birodalom a kezdeti időszakban a babiloni naptáron alapuló naptárat használt.[2]

## Szakirodalom
- Parker, Richard A., Waldo H. Dubberstein: Babylonian Chronology 626 BC.–AD. 75. Providence, RI: Brown University Press, 1956.
- Structure of the Babylonian calendar
- W. Muss-Arnolt: The Names of the Assyro-Babylonian Months and Their Regents, Journal of Biblical Literature (1892).
- Sacha Stern: The Babylonian Calendar at Elephantine in Zeitschrift für Papyrologie und Epigraphik 130 (2000) 159–171 (PDF document, 94KB)]
- Fales, Frederick Mario: A List of Umma Month Names, Revue d’assyriologie et d’archéologie orientale, 76 (1982), 70–71.
- Gomi, Tohru: On the Position of the Month iti-ezem-dAmar-dSin in the Neo-Sumerian Umma Calendar, Zeitschrift für Assyriologie und Vorderasiatische Archäologie, 75 (1985), 4–6.
- Pomponio, Francesco: The Reichskalender of Ur III in the Umma Texts, Zeitschrift für Assyriologie und Vorderasiastische Archäologie, 79 (1989), 10–13.
- Verderame, Lorenzo: Le calendrier et le compte du temps dans la pensée mythique suméro-akkadienne, De Kêmi à Birit Nâri, Revue Internationale de l'Orient Ancien, 3 (2008), 121–134.
- Steele, John M., ed.: Calendars and Years: Astronomy and Time in the Ancient Near East, Oxford: Oxbow, 2007
- Neugebauer, O.: Astronomical Cuneiform Texts, London, 1955, Lund Humphries
- Neugebauer, O.: A History of Ancient Mathematical Astronomy, Berlin,  1975, Springer
- Rochberg, F.:  Babylonian Horoscopes,  Philadelphia, PA:, 1998, American Philosophical Society
- Sachs, A., Hunger, H.:  Astronomical Diaries and Related Texts from Babylonia, Vienna, 1988,  Österreichische Akademie der Wissenschaften

## Fordítás
Ez a szócikk részben vagy egészben  a   Babylonian calendar című angol Wikipédia-szócikk fordításán alapul.  Az eredeti cikk szerkesztőit annak laptörténete sorolja fel. Ez a jelzés csupán a megfogalmazás eredetét és a szerzői jogokat jelzi, nem szolgál a cikkben szereplő információk forrásmegjelöléseként.